# 스테프 핫도그
스테프 핫도그(Steff-Houlberg)는 덴마크의 최대 육/가공 전문기업 튤립 푸드 컴퍼니에서 운영중인 핫도그 전문 패스트푸드점이다. 튤립 푸드 컴퍼니는 1887년에 처음 설립되었다.
스테프핫도그 매장은 현재, 덴마크에서만 4,300개의 매장과 판매대를 운영 중이고, 대한민국에서는 160여개의 매장을 운영하고 있다.